# Kebun Kelapa
Kebun Kelapa is een bestuurslaag in het regentschap Langkat van de provincie Noord-Sumatra, Indonesië. Kebun Kelapa telt 2620 inwoners (volkstelling 2010).